# Stubica
Stubica es una localidad de Croacia situada en el municipio de Vrbovsko, en el condado de Primorje-Gorski Kotar. Según el censo de 2021, tiene una población de 30 habitantes.